# Den ædle ottefoldige vej
Den Ædle Ottefoldige Vej eller Den otteledede Vej er et vigtigt element i buddhismen og det sidste punkt i De Fire Ædle Sandheder.

## Den Ædle Ottefoldige Vej
Den Ædle Ottefoldige Vej består af otte elementer:
1. Ret forståelse (Samma ditthi)
2. Ret beslutning (Samma sankappa)
3. Ret talemåde (Samma vaca)
4. Ret handlemåde (Samma kammantha)
5. Ret levemåde (Samma ajiva)
6. Ret bestræbelse (Samma vayama)
7. Ret tænken (Samma sati)
8. Ret koncentration (Samma samadhi)

De to første elementer handler om visdom (pañña), tre - fem handler om moral og disciplin (sila), mens de sidste tre handler om koncentration (samadhi).
Ret forståelse er forståelsen af De Fire Ædle Sandheder.
Ret beslutning kan også forstås som "ret forsæt" eller "ret vilje" (eng. resolve, intent), handler om at holde dårlige og onde tanker væk, at være opsat på harmløshed og afholdenhed (fra dårlige tanker og handlinger).
Ret talemåde er at tale sandt, at undgå tale, der fører til splittelse og at undgå sladder.
Ret handlemåde er at afstå fra at skade levende væsner, at afstå fra at stjæle og at afstå fra utroskab.
Ret levemåde er for lægfolk (ikke-munke) at afstå fra at tjene penge på eller beskæftige sig med handel med våben, handel med mennesker, handel med kød, handel med rusmidler og handel med gift. Munke bør i øvrigt afholde sig fra spådomme og lignende. En karriere som skuespiller og soldat frarådes også.
Ret bestræbelse er at være vedholdende og forsøge at holde sig til Den Ottefoldige Vej.
Ret tænken er at være opmærksom på sin krop og sine tanker (så man kan forlade dårlige tanker og følelser).
Ret koncentration er træning i meditation.